# Hôtel du prêteur royal Von Neubeck
L'hôtel du prêteur royal Von Neubeck est un monument historique situé à Wissembourg, dans le département français du Bas-Rhin.

## Localisation
Ce bâtiment est situé au 1, rue Traversière à Wissembourg.

## Historique
Ancienne résidence du préteur royal de Wissembourg, l'édifice fait l'objet d'une inscription au titre des monuments historiques depuis 1987.

## Architecture

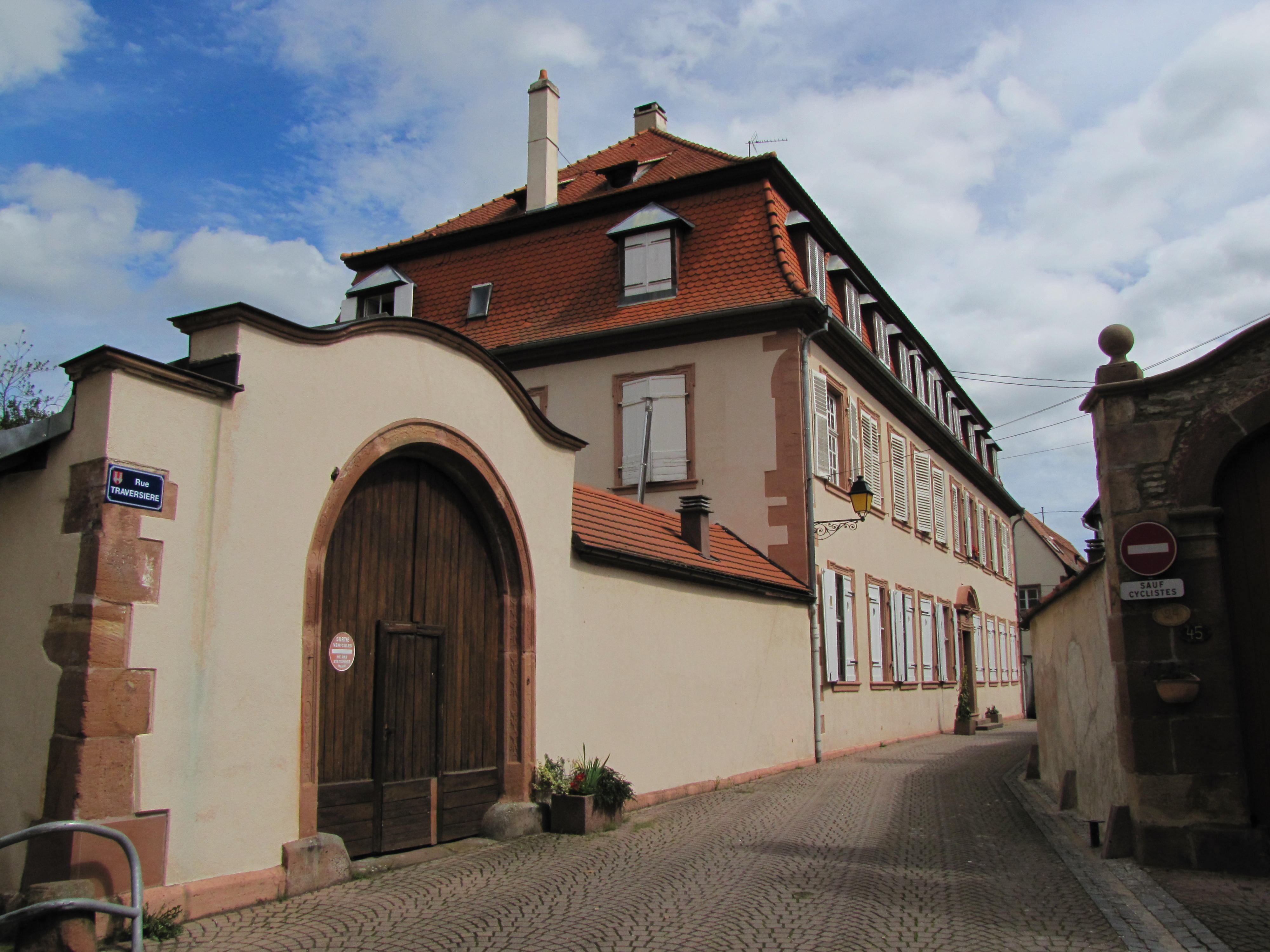
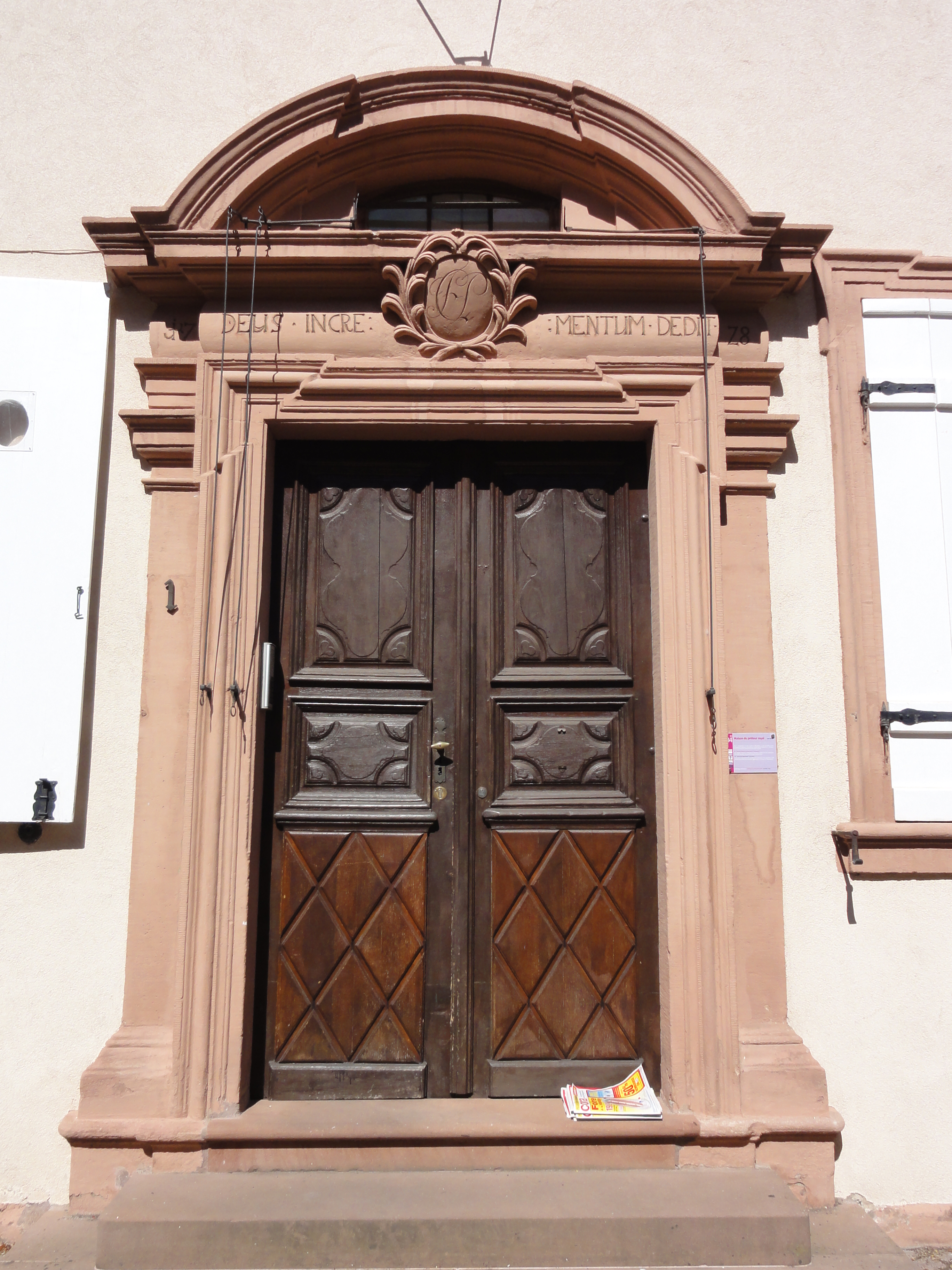